# خوان ميلان
خوان ميلان روبيو (بالإسبانية: Juan Millán) (من مواليد 22 يناير 1994 في برشلونة) هو لاعب كرة قدم إسباني، يلعب لنادي جيمناستيك في دوري الدرجة الثانية الإسبانية، في مركز المهاجم.

## وصلات خارجية
- BDFutbol profile
- Futbolme profile (بالإسبانية)
- Gimnàstic profile